# Autoridad de Aviación Irlandesa
La  Autoridad de Aviación irlandesa  (IAA) (Irlandés: Údarás Eitlíochta na hÉireann) es una empresa de propiedad estatal de Irlanda responsable de la regulación de los aspectos de seguridad de los viajes aéreos. También es responsable de proporcionar servicios de control del tráfico aéreo para los tres principales aeropuertos de Irlanda: el aeropuerto de Dublín, el aeropuerto de Shannon y el aeropuerto de Cork. La autoridad regula las normas de seguridad de la aviación civil irlandesa y ofrece la gestión del tráfico aéreo y los servicios de comunicaciones aeronáuticos en el espacio aéreo irlandés.

## Funciones
La autoridad controla el tráfico aéreo de los principales aeropuertos internacionales de Irlanda.
- Shannon. La mayoría de los controladores de tráfico aéreo en Irlanda trabajan en Shannon Air Traffic Control (ATC). Es desde aquí que el 80% de todos los vuelos en tránsito entre Europa y América del Norte están controlados. Estos son los vuelos que no aterrizan en suelo irlandés. Shannon controla estos vuelos hasta los 15 grados oeste, a unos 385 kilómetros de la costa irlandesa. Desde aquí se derivan a Shanwick para su viaje a través del Océano Atlántico.
- Dublín. Hay aproximadamente 87 controladores de tránsito aéreo en Dublín. El límite vertical del espacio aéreo de Dublín se encuentra en el nivel de vuelo 245 (7.500 metros). El aeropuerto de Dublín es el aeropuerto más activo de Irlanda. Las estimaciones de 2009 muestran 23,5 millones de pasajeros que utilizan el aeropuerto.
- Cork. Cork Air Traffic Control proporciona un servicio de aeródromo al tráfico que llega y sale de Cork. La zona de control de Cork tiene un radio de 15 km y un límite vertical de 5000 metros.

Los aeropuertos más pequeños, tales como Ireland West, proporcionan su propio servicio de gestión de llegada y aterrizaje al aeródromo.

## Evolución
La autoridad fue establecida bajo la Ley de la Autoridad de Aviación irlandesa, 1993. No debe confundirse con la Comisión de Regulación de Aviación, que es responsable de la regulación de los aspectos económicos de los viajes aéreos en el Estado.
En los últimos años, la autoridad ha invertido más de 115 millones de euros en los sistemas de control de tráfico aéreo. Esto incluye un nuevo centro de control de tráfico aéreo en Ballycasey Cruz, Shannon. Construido sobre un terreno virgen, este centro entró en pleno funcionamiento en febrero de 2004, sustituyendo el centro ATC del aeropuerto de Shannon que había estado operativo desde 1966.
La autoridad también es responsable de proporcionar comunicaciones en el espacio aéreo de Shanwick, mientras que la británica NATS proporciona el control de tráfico aéreo desde Prestwick. Shannon Aeradio, como se le conoce, tiene su sede en Ballygirreen, al condado de Clare.
El 1 de octubre de 2009, el ministro de transportes, Noel Dempsey, anunció que los aspectos reguladores de la competencia de la IAA se transferirían a la Autoridad de Transporte de Dublín (que se llamaría en el futuro Autoridad Nacional de Transporte).